# Martin Talakov
Martin Talakov (in macedone Мартин Талаков?; 9 marzo 2003) è un calciatore macedone, centrocampista del Pohronie.

## Carriera

### Club
Il 1º luglio 2021 viene acquistato a titolo definitivo per 30.000 euro dalla squadra slovacca del Podbrezová.

## Statistiche

### Presenze e reti nei club
Statistiche aggiornate al 10 agosto 2024.
| Stagione          | Squadra           | Campionato        | Campionato | Campionato | Coppe nazionali | Coppe nazionali | Coppe nazionali | Coppe continentali | Coppe continentali | Coppe continentali | Altre coppe | Altre coppe | Altre coppe | Totale | Totale |
| Stagione          | Squadra           | Comp              | Pres       | Reti       | Comp            | Pres            | Reti            | Comp               | Pres               | Reti               | Comp        | Pres        | Reti        | Pres   | Reti   |
| ----------------- | ----------------- | ----------------- | ---------- | ---------- | --------------- | --------------- | --------------- | ------------------ | ------------------ | ------------------ | ----------- | ----------- | ----------- | ------ | ------ |
| 2020-feb. 2021    | Brera Strumica    | PL                | 7          | 0          | CM              | 0               | 0               | -                  | -                  | -                  | -           | -           | -           | 7      | 0      |
| feb.-giu. 2021    | Borec             | PL                | 11         | 0          | CM              | 0               | 0               | -                  | -                  | -                  | -           | -           | -           | 11     | 0      |
| 2021-feb. 2022    | Podbrezová        | 2L                | 5          | 0          | CS              | 2               | 1               | -                  | -                  | -                  | -           | -           | -           | 7      | 1      |
| feb.-giu. 2022    | Žilina II         | 2L                | 6          | 0          | CS              | 0               | 0               | -                  | -                  | -                  | -           | -           | -           | 6      | 0      |
| 2022-2023         | Podbrezová        | SL                | 13         | 0          | CS              | 2               | 0               | -                  | -                  | -                  | -           | -           | -           | 15     | 0      |
| 2023-2024         | Podbrezová        | SL                | 20         | 0          | CS              | 5               | 2               | -                  | -                  | -                  | -           | -           | -           | 25     | 2      |
| 2024-2025         | Podbrezová        | SL                | 3          | 0          | CS              | 0               | 0               | -                  | -                  | -                  | -           | -           | -           | 3      | 0      |
| Totale Podbrezová | Totale Podbrezová | Totale Podbrezová | 41         | 0          |                 | 9               | 3               |                    | -                  | -                  |             | -           | -           | 50     | 3      |
| Totale carriera   | Totale carriera   | Totale carriera   | 65         | 0          |                 | 9               | 3               |                    | -                  | -                  |             | -           | -           | 74     | 3      |